# 社長が選ぶ今年の社長
社長が選ぶ今年の社長（しゃちょうがえらぶことしのしゃちょう）とは、産業能率大学によって実施されている日本経済の調査である。これは従業員数が10人以上の会社のトップ経営者を対象として実施しているアンケートであり、最優秀の経営者は誰であるかを問うというものである。この調査は2008年から定期的に行われている調査であり、各年の11月にインターネット調査会社を通じて行われている。2014年の調査結果は12月3日に発表され、ソフトバンクの孫正義が2年連続の1位であり、2位はトヨタ自動車の豊田章男で2位も2年連続で同じであった。